# Tomoyasu Asaoka
Tomoyasu Asaoka (japonès: 浅岡朝泰)  (Tòquio, 6 d'abril de 1962 - 6 d'octubre de 2021) va ser un futbolista japonès que va disputar vuit partits amb la selecció japonesa.